# جيدفي
جيدفي هي قرية تقع في إقليم ألبا في رومانيا.

## السكان
حسب إحصائيات 2002 بلغ عدد سكان القرية 5,244 نسمة.